# Jefferson Osei
Jefferson (Jeff) Osei (Den Haag, 12 februari 1989) is een Nederlandse modeontwerper, van Ghanese afkomst. Hij is met name bekend als mede-oprichter van modemerk Daily Paper.

## Levensloop
Osei wordt geboren in Den Haag, maar vertrekt op jonge leeftijd naar Ghana waar hij wordt opgevoed door zijn grootouders. Later kwam hij terug naar Amsterdam-West.
In 2009 startte Osei de studie Sports Marketing/Commercial Economics aan de Hogeschool van Amsterdam. In 2011 is hij werkzaam bij FreshCotton op de marketing en public relations afdeling, maar binnen een half jaar stopt hij daarmee om zichzelf volledig te focussen op Daily Paper.

## Daily Paper
Osei richtte in 2008 een blog op samen met zijn vriend Hussein Suleiman. Later voegt Abderrahmane Trabsini zich bij de groep. In 2012 gaat het merk officieel verder als modemerk, dat in een aantal jaar grote successen behaalt. Dit succes maakt van Osei een miljonair.

## Muziek
Onder de artiestennaam Papa Ghana maakt Osei muziek. Daarvoor werkte hij in 2012 met producer Full Crate. Zijn muziek is Engelstalig, maar valt binnen verschillende (elektronische) genres. In 2012 kwam zijn debuuttrack "I Am an African" uit. Zijn eerste EP "Mandingo" kwam uit in 2015. Deze EP werd uitgebracht door L'Afrique Som Systeme. Op deze EP wordt er gebruik gemaakt van geluidsopnames van Nelson Mandela.

### Discografie
| Titel           | Jaartal | Type                                                              |
| --------------- | ------- | ----------------------------------------------------------------- |
| I Am an African | 2011    | Single                                                            |
| Mandingo        | 2015    | EP                                                                |
| L'Afrique       | 2017    | Papa Ghana is featuring artist op dit nummer, op album Full Crate |
| Daily Paper     | 2020    | Single                                                            |